# Мейер, Хейн
Хейн Мейер (нидерл. Hein Meijer; 16 января 1961 года) — нидерландский шашист (международные шашки), серебряный призёр чемпионата Нидерландов 1991 и бронзовый призёр 1994, 1995, 2001 и 2008 годов. Международный гроссмейстер, гроссмейстер Нидерландов.
В чемпионатах страны принимает участие с 1986 года.
Выступал на чемпионатах Европы 1992 (9 место), 2008 (11 место) и 2024 (37 место) годов.
Участник чемпионата мира 2025 года — 19 место (5-6 место в подгруппе).
Выступал за клубы: Apeldoorn, Amsterdam 80, 020.
FMJD-Id: 10017